# Wilhelm Grimmelmann
Wilhelm Grimmelmann (Asendorf, Alemania, 15 de enero de 1893-8 de diciembre de 1959) fue un gimnasta artístico nacido alemán nacionalizado danés, medallista de bronce olímpico en 1912 en el concurso por equipos "sistema libre".

## Carrera deportiva
En las Olimpiadas celebradas en Estocolmo (Suecia) en 1912 consigue el bronce en el concurso por equipos "sistema libre", tras los noruegos (oro) y finlandeses (plata), siendo sus compañeros de equipo los gimnastas: Axel Andersen, Hjalmart Andersen, Halvor Birch, Steen Olsen, Arvor Hansen, Christian Hansen, Marius Hansen, Charles Jensen, Hjalmar Peter Johansen, Poul Jørgensen, Carl Krebs, Vigo Madsen, Lukas Nielsen, Rikard Nordstrøm, Oluf Olsson, Carl Pedersen, Oluf Pedersen, Niels Petersen y Christian Svendsen.